# Tirschenreuth (stad)
Tirschenreuth is een plaats in de Duitse deelstaat Beieren. Het is de Kreisstadt van het Landkreis Tirschenreuth. De stad telt 8.623 inwoners. Het grootste bedrijf in de stad is Hamm AG. Het produceert walsen (voertuigen om wegen plat te walsen) die over de hele wereld geëxporteerd worden.

## Geografie
Tirschenreuth heeft een oppervlakte van 66,54 km² en ligt in het zuiden van Duitsland. Bijna de helft van de oppervlakte van Tirschenreuth (46%) bestaat uit bos.